# Imatinib

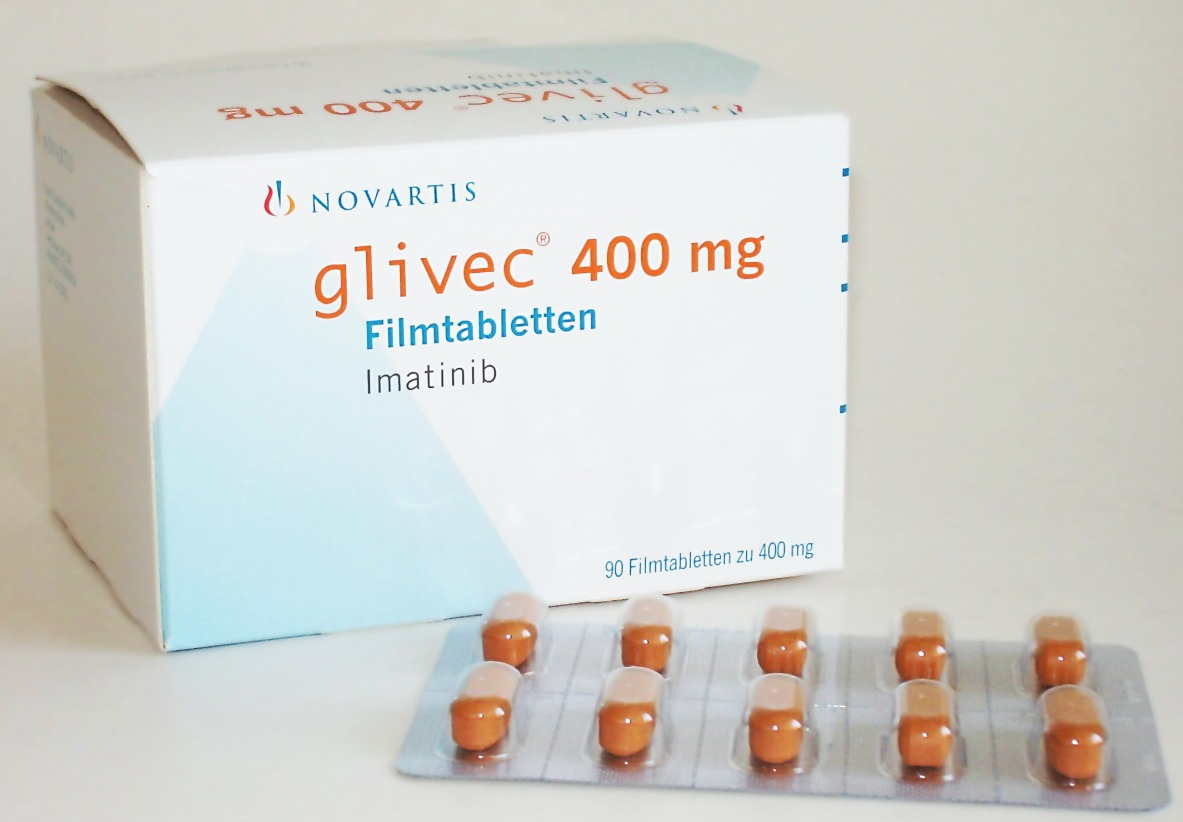
Uma caixa com cápsulas de 400 miligramas de Glivec, como é vendido na Alemanha

Imatinib (DCPt) ou Imatinibe (DCB) é um fármaco usado para tratar certos tipos de câncer. Ele é atualmente comercializado pela Novartis como Gleevec (EUA) ou Glivec (Europa/Austrália) como seu sal mesilato, mesilato de imatinib. 
É usado para tratar leucemia mieloide crônica (LMC), tumores estromais gastrointestinais (GISTs) e diversas outras doenças malignas.
Este foi o primeiro genérico para o câncer a ser produzido no Brasil.
1.   Conceito
O mesilato de imatinibe, introduzido no mercado em 2001 pela Novartis como Gleevec(EUA) ou Glivec, é um inibidor da tirosinoquinase de pequeno peso molecular, que foi inicialmente desenvolvido como derivado da 2-fenilaminopirimidina específico contra o PDGFR. Subsequentemente, foi constatado ser o imatinibe um potente inibidor de ABL quinases, incluindo a proteína de fusão BCR-ABL gerada em consequência da translocação cromossômica t(9;22) (cromossomo Filadélfia) que ocorre na leucemia mieloide crônica (LMC), e verificou-se também que esse agente inibe o receptor de tirosinoquinase C-KIT.
2.   Histórico
O Imatinibe foi inventado no final dos anos 1990 pelos cientistas da Ciba-Geigy (que se fundiu com Sandoz em 1996 para se tornar Novartis), em uma equipe liderada pelo ioquímico Nicholas Lydon e que incluiu Elisabeth Buchdunger e Jürg Zimmermann e seu uso para tratar LMC foi dirigido pelo oncologista  Brian Druker of Oregon Health & Science University (OHSU). Outras importantes contribuições para o desenvolvimento do imatinibe foram feitas por Carlo Gambacorti-Passerini, um médico, cientista e hematologista da Universidade de Milano Bicocca, Itália, John Goldman no Hospital Hammersmith, em Londres, Reino Unido, e mais tarde por Charles Sawyers do Centro Memorial do Cancer Sloan-Kettering. Druker conduziu os ensaios clínicos confirmam sua eficácia na LMC.
O imatinibe foi desenvolvido pela rational drug design. Depois que a mutação do cromossomo Filadélfia e hiperatividade da proteína BCR-ABL foram descobertas, os investigadores selecionaram bibliotecas químicas para encontrar uma droga que inibiria a proteína. Com triagem de alto rendimento, eles identificaram a 2-fenilaminopirimidina. Este composto-líder foi então testado e modificada pela introdução de grupos metil e de benzamida para dar-lhe melhores propriedades de ligação, resultando em imatinibe.
Um pedido de patente suíço foi arquivado para o imanitibe e vários sais de em Abril de 1992, que foi então arquivado na UE, os EUA e outros países em março e abril de 1993, e em 1996, escritórios de patente estadunidense e europeia patentes emitiram a patente citando Jürg Zimmermann como o inventor.
Em julho de 1997, Novartis apresentou um novo pedido de patente na Suíça sobre a forma cristalina beta do mesilato de imatinibe. A "forma cristalina beta" da molécula é um polimorfo específico de mesilato de imatinibe; uma forma específica em que as moléculas individuais se juntam para formar um sólido. Esta é a forma atual da droga vendida como Gleevec / Glivec; um sal (mesilato de imatinibe) em oposição a uma base livre, e a forma cristalina beta, em oposição ao alfa ou outra forma. Em 1998, a empresa Novartis arquivado pedidos de patente internacional, reivindicando prioridade para o depósito de 1997. A patente dos Estados Unidos foi concedida em 2005.
Ambas as patentes Novartis US mencionadas aqui - a na forma de base livre de imatinibe, e outra sobre a forma cristalina beta do mesilato de imatinibe - são listados pela Novartis, juntamente com os outros na entrada do Livro Laranja da FDA para Gleevec.
O primeiro ensaio clínico de Gleevec começou em 1998 e a droga recebeu aprovação da FDA em maio de 2001, apenas dois anos e meio depois que o pedido da nova droga foi apresentado. No mesmo mês, foi capa da revista Time como uma "bala" para ser usado contra o câncer. Druker, Lydon e Sawyers receberam o Prémio de Investigação Clínica Médica Lasker-DeBakey, em 2009, por "converter um câncer fatal em uma condição crônica administrável”.
Durante a revisão da FDA, o nome comercial do medicamento para o mercado norte-americano foi alterada de "Glivec" para "Gleevec", a pedido da FDA, para evitar confusão com Glyset, uma droga contra diabetes.
No Brasil, a partir de janeiro de 2013, os hospitais do Sistema Único de Saúde (SUS) começaram a receber o mesilato de imatinibe, o primeiro medicamento genérico nacional contra o câncer. O produto é desenvolvido no laboratório Farmanguinhos, da Fundação Oswaldo Cruz (Fiocruz), no Rio de Janeiro.
3.   Usos Clínicos
Além do seu principal uso, no tratamento da LMC, o imatinibe também trata efetivamente outros tumores que apresentam mutações relacionadas de tirosinoquinase, incluindo tumores do estroma gastrointestinais-GISTs (impulsionados pela mutação c-KIT), e a síndrome de hipereosinofilia, a leucemia mielomonocítica crônica e o dermatofibrossarcoma protuberante (todos induzidos por mutações que ativam o receptor do fator de crescimento derivado das plaquetas, PDGFR).
4 - Mecanismos de ação

O imatinibe (STI-571/Glivec®) é um composto 2-fenilamino-pirimidina e é um inibidor seletivo da enzima tirosino quinase Abl e do gene BCR-ABL. Esse fármaco atua como competidor especifico do receptor celular de ATP do domínio tirosino quinase de Abl e impede a habilidade desta proteína de transferir grupos fosfato de ATP e resíduos de tirosina fosforilada, o que previne a transdução de sinais de energia necessários para a proliferação celular e apoptose.¹ (Figura 1) 

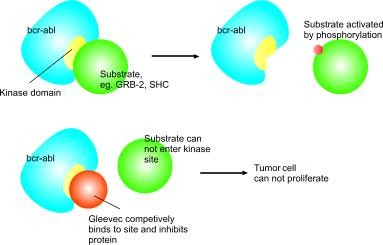

Figura 1- Mecanismo de ação do imatinibe. Fonte: Vigorito et al, 2006.²
5 - Ações farmacológicas
O Imatinibe induz remissão hematológica e citogenética em linhagens celulares Bcr-Abl positivas bem como em células leucêmicas de pacientes com LMC cromossomo Philadelphia (Ph) positivo e leucemia linfoblástica aguda (LLA). 
Adicionalmente, o Imatinibe também inibe o protooncogene c-Kit e os receptores do fator de célula tronco (SCF), os receptores do domínio de discoidina (DDR1 e DDR2), o receptor do fator estimulante de colônia (CSF-1R) e os receptores alfa e beta do fator de crescimento derivado de plaqueta (PDGFR-alfa e PDGFR-beta). Imatinibe também pode inibir eventos celulares mediados pela ativação desses receptores quinases, mas não inibe outras tirosinas quinases como as da família Src quinase e a mutação T315I de Abl. In vitro, o Imatinibe inibe a proliferação e induz a apoptose das células tumorais do estroma gastrintestinal (GIST), as quais expressam uma mutação de ativação do c-Kit.³
6. Efeitos colaterais
Por ser um medicamento usado para Leucemia Mielóide Crônica (LMC) e para tumor estromal gastrointestinal (GIST) maligno, e a presença de vários sintomas subjacentes às doenças, é de difícil avaliação os efeitos adversos deste medicamento.
É um medicamento bem  tolerado via oral diário pelos pacientes, sendo a porcentagem de desistência do uso muito baixa entre os pacientes nos diferentes estágios da doença.
Os efeitos mais relatados foram: náuseas, vômitos, diarreia, mialgia, cãibras musculares e rash, também foram observado edema periorbitários e de membros inferiores.
Retenção hídrica secundária ao medicamento pode causar derrame pleural, ascite, aumento rápido de peso. Esses efeitos podem ser revertidos com a diminuição da dose do Imatinibe ou pelo uso de diuréticos  ou outros tratamentos de suporte.
Além desses, outros efeitos muito comuns (1 em cada 10 pacientes em tratamento) são: neutropenia, trombocitopenia, anemia, dores de cabeça, dispepsia (indigestão), dores abdominais, espasmos musculares, dores musculares, ósseas e nas articulações e fadiga.
Todas essas alterações predispõem o paciente a infecções. Também podem ocorrer efeitos psiquiátricos como depressão, tontura, insônia, parestesias e diminuição da libido. 
7. Aspectos Farmacocinéticos
Absorção:
O fármaco é administrado por via oral e possui uma meia vida de 18 horas, mostrando que uma dose diária é o suficiente.
A biodisponibilidade média do imatinibe é de 98%. Apresenta uma taxa de absorção maior quando ingerido em jejum, quando administrado após uma refeição rica em gordura teve uma diminuição de 11% na absorção, aumentando o tempo de concentração máxima.
Distribuição:
Possui uma ligação às proteínas de 95%, se ligando principalmente a albumina e a alfa-glicoproteína ácida, com baixa ligação as lipoproteínas.
Metabolismo:
É metabolizado no fígado onde 75% do fármaco é convertido em um metabólito circulante, que é o derivado piperazínico N-desmetilado, que possui uma potência similar ao original.
Eliminação:
A maioria (81%) do fármaco metabolizado é eliminado nas fezes. E uma pequena parcela (13%) eliminada pela urina.
Não há diferença entre homens e mulheres em relação à cinética do imatinibe. Pacientes pediátricos com doses menores possuem a mesma cinética. Paciente com função renal alterada tem uma exposição plasmática maior ao imatinibe, porém, por ser uma via de excreção de menor importância, não justifica um ajuste de dose. A exposição média ao imatinibe não aumentou em paciente com insuficiência hepática em comparação com pacientes com função hepática normal.